# 伊涅斯塔 (昆卡省)
伊涅斯塔，是西班牙卡斯蒂利亚-拉曼恰昆卡省的一个市镇。总面积232平方公里，总人口4139人（2001年），人口密度18人/平方公里。